# Église Sainte-Clotilde
De basiliek Sainte-Clotilde is een rooms-katholieke parochiekerk in het 7e arrondissement van de Franse hoofdstad Parijs.
De kerk werd ontworpen door François-Chrétien Gaud en Théodore Ballu in neogotische stijl, geïnspireerd op de Duitse Rijnlandse kathedralen uit de 14e eeuw. Hierdoor werden de plannen in eerste instantie door de Parijse autoriteiten tegengehouden. Een kerk bouwen naar Duits voorbeeld in Frankrijk, dat nota bene de gotiek zelf had "uitgevonden" voelde niet juist. De gotiek was echter weer uitermate populair en toen door Eugène Viollet-le-Duc de Sainte-Chapelle en de Notre-Dame werden gerestaureerd, werd ook gestart met de bouw van de Sainte-Clotilde.
Het standbeeld van de Heilige Clotilde in de façade is gemaakt door Charles Cordier. In de kerk zijn gebrandschilderde vensters van Émile Thibaud, schilderijen van Jules Eugène Lenepveu, een kruisweg in reliefs van James Pradier en Francisque Joseph Duret en beelden van Eugène Guillaume en Paul Gayrard.
In 1857 werd de kerk ingewijd en in 1897 door paus Leo XIII verheven tot basilica minor.

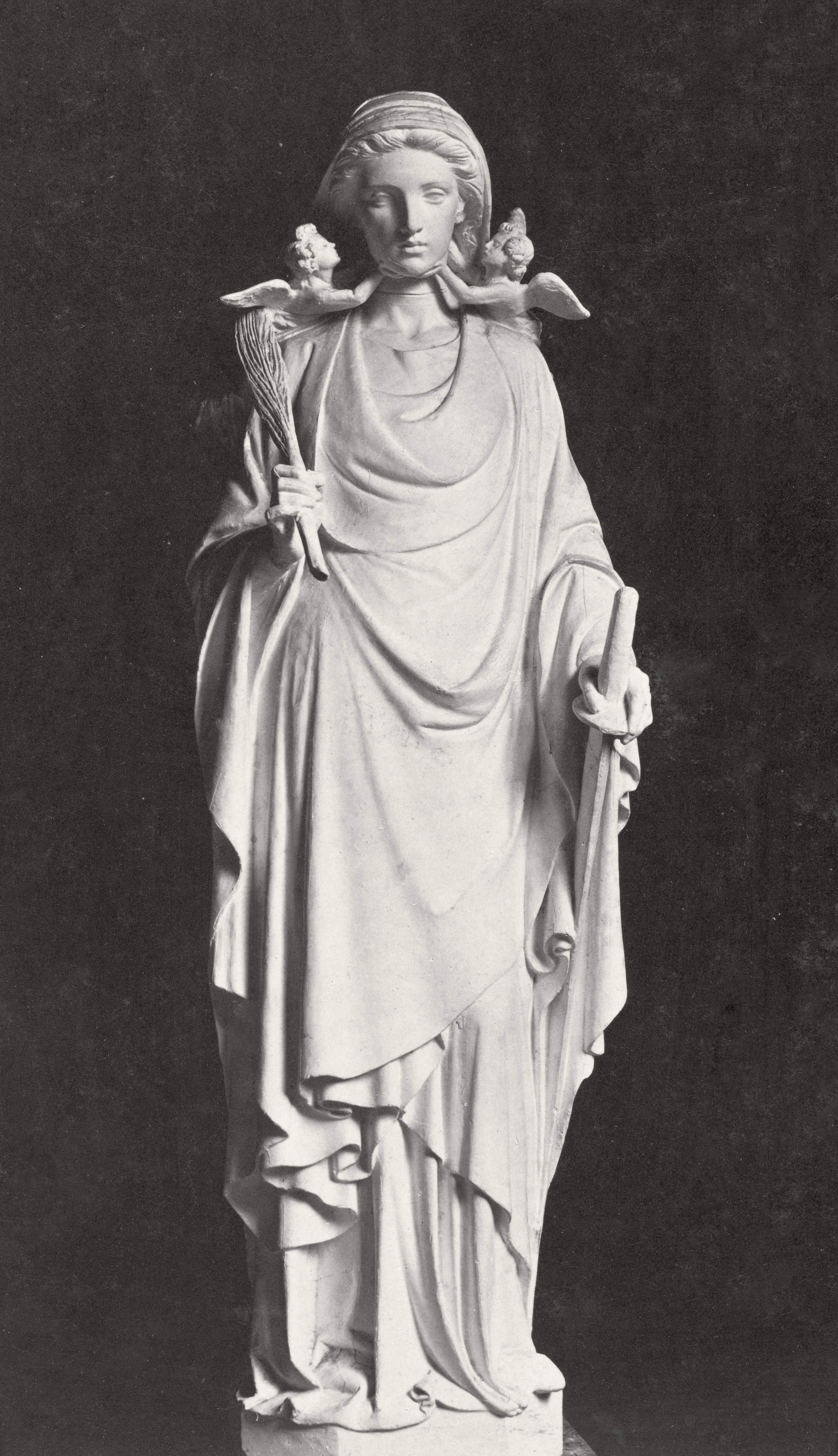
standbeeld van de Heilige Clotilde (Charles Cordier)
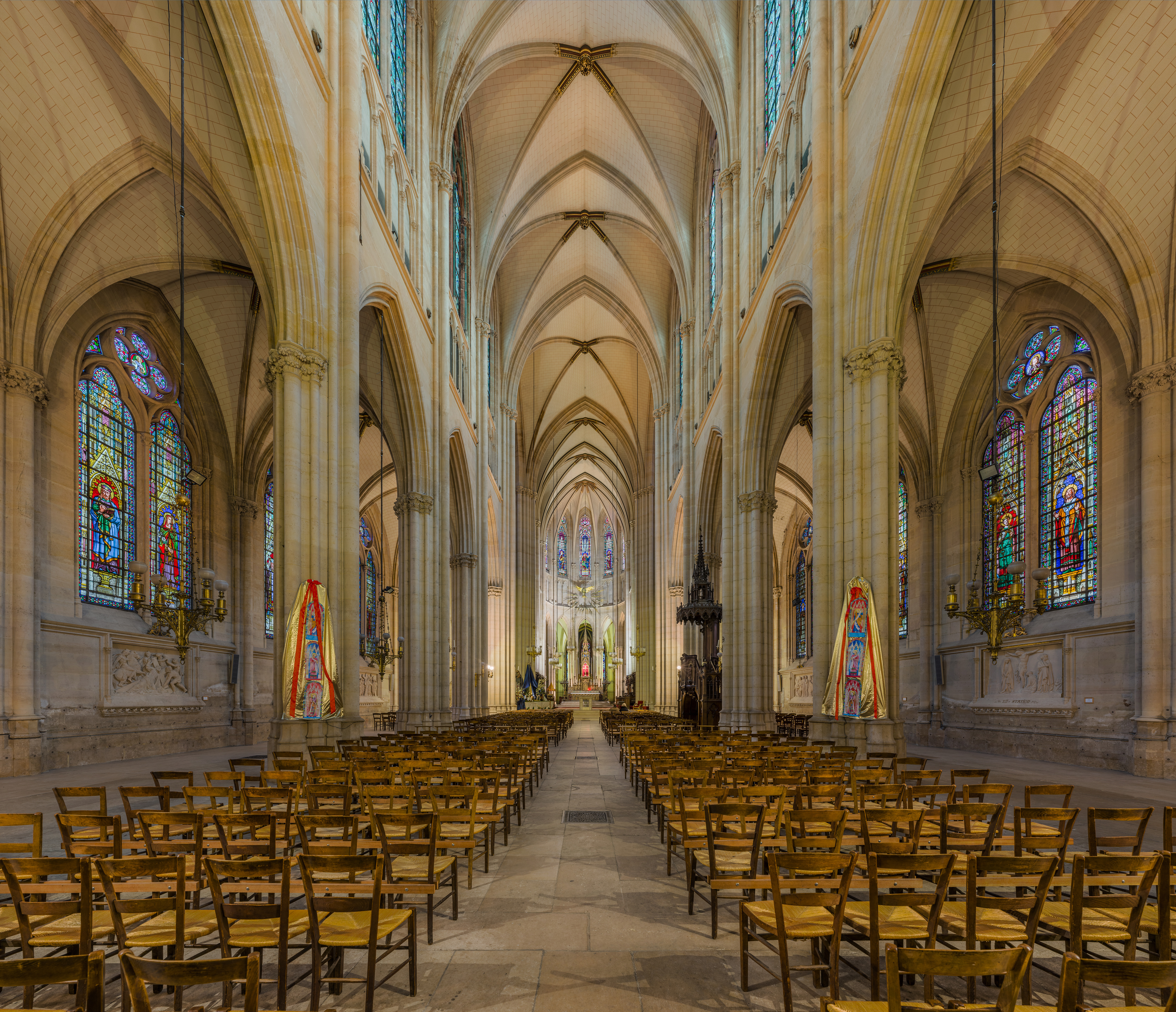
Interieur
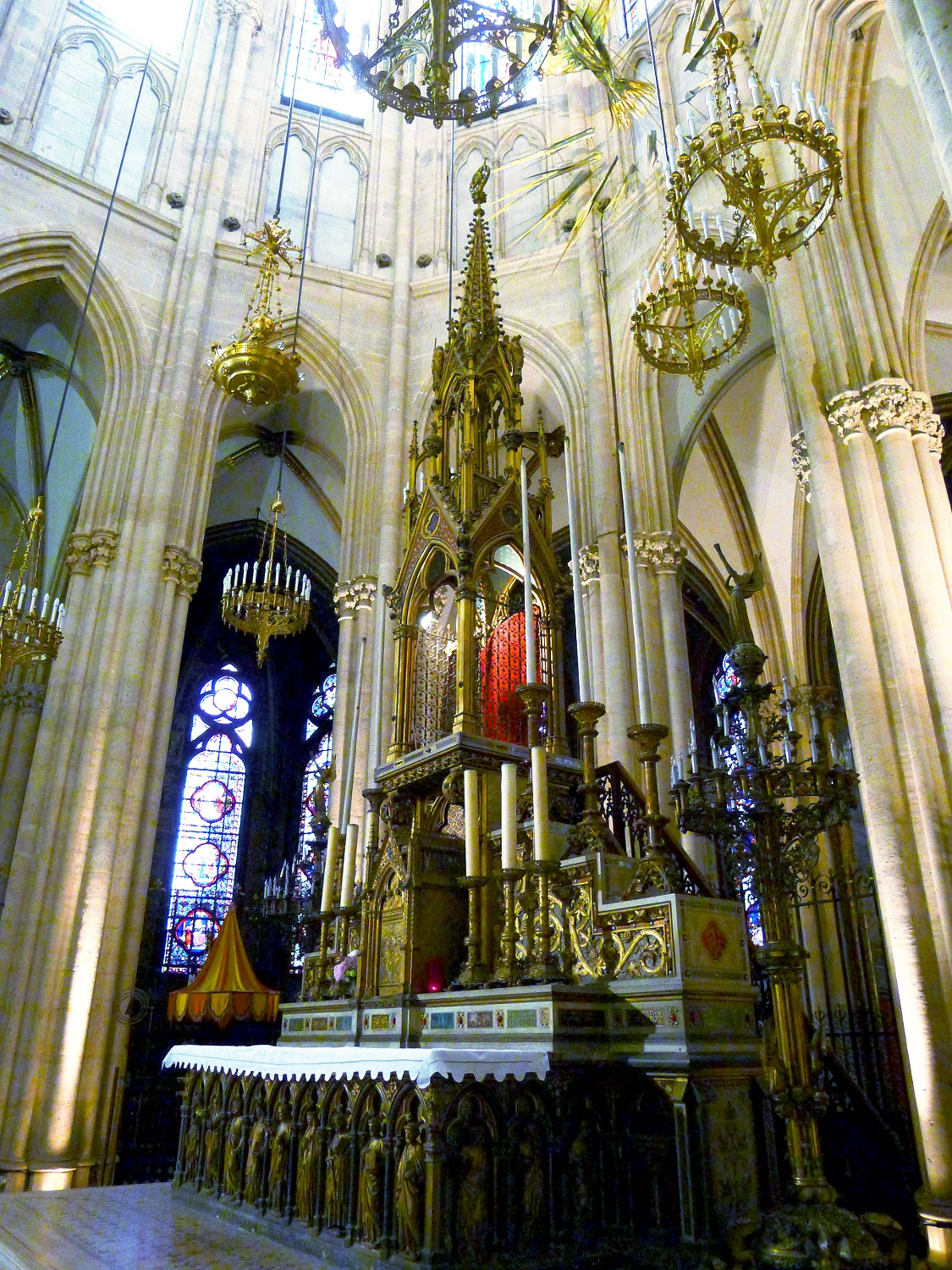
Hoogaltaar
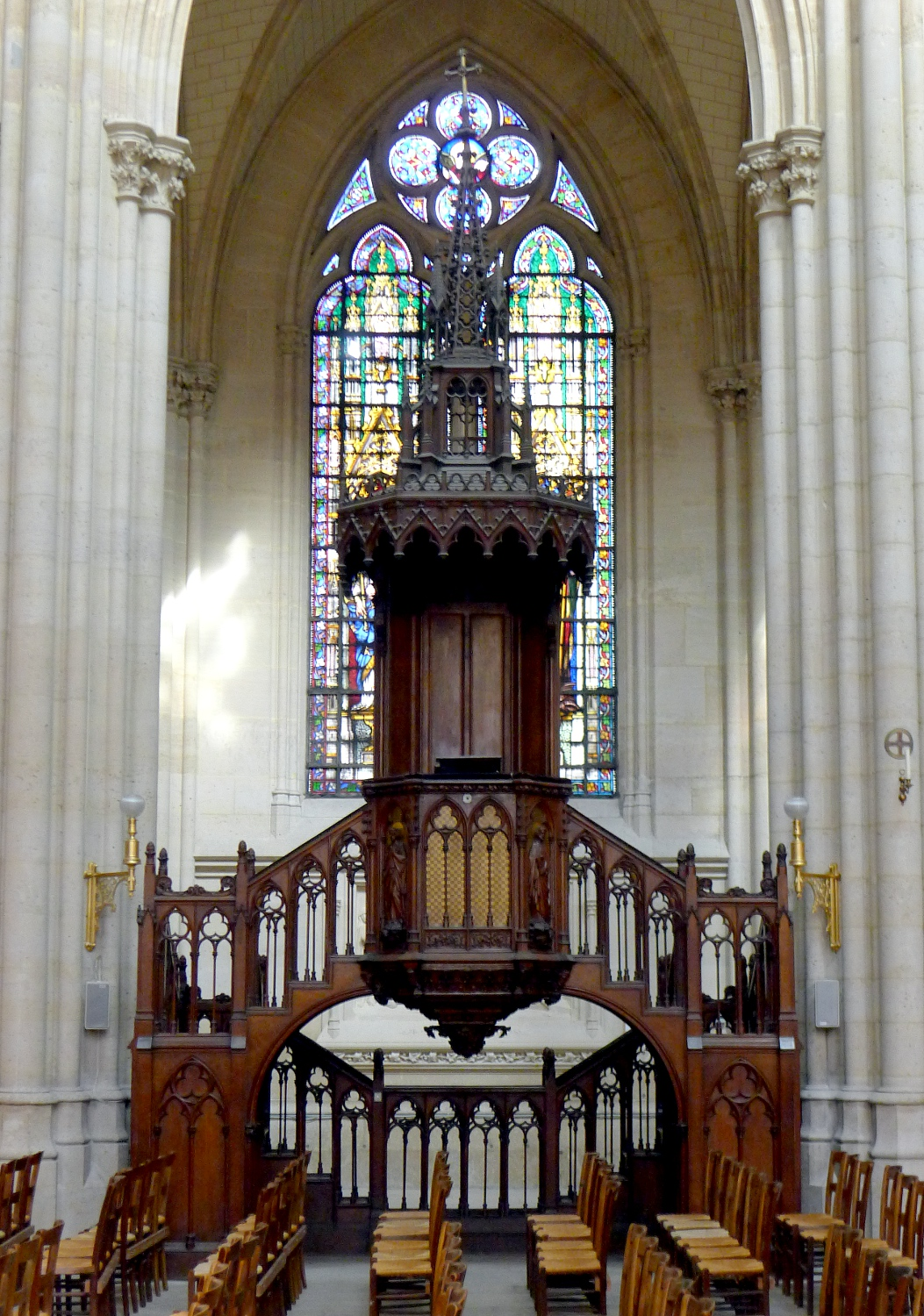
Preekstoel
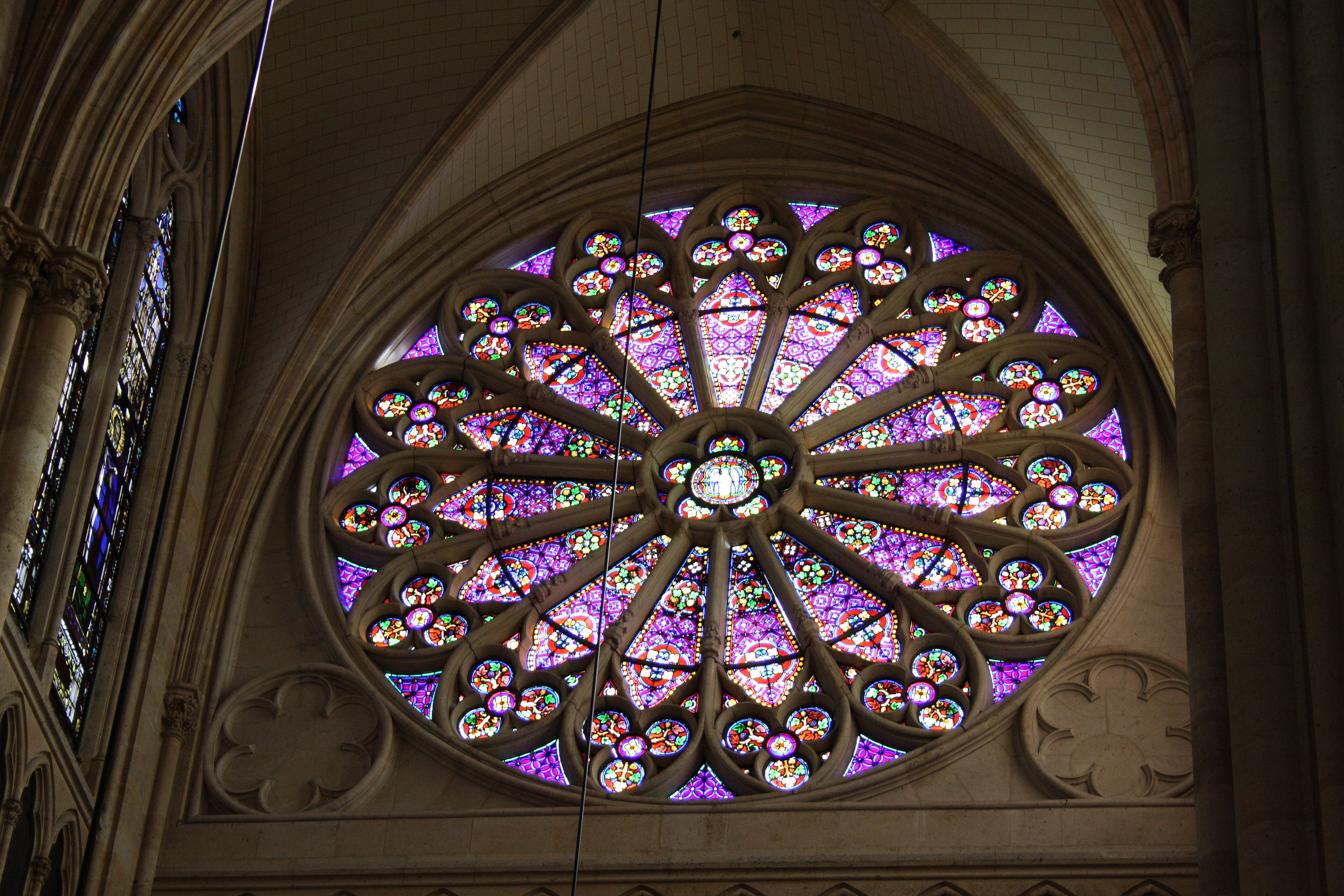
Roosvenster

## Orgel
Het hoofdorgel in de kerk is van de hand van de beroemde Franse orgelbouwer Aristide Cavaillé-Coll. Hij plaatste het in 1859. In 1933 werd de klank veranderd door Beuchet-Debierre, uit Nantes. Dezelfde firma elektrificeerde het orgel in 1962. Tevens werd de claviatuur uitgebreid en nog verder richting een neoklassieke klank toegewerkt. In 2004 vond een restauratie plaats waarbij een chamaderegister en een verrijdbare elektrische speeltafel werden toegevoegd.
Hier volgt de dispositie:
| I Grand-Orgue C–c'4 |      |
| Montre              | 16'  |
| Bourdon             | 16'  |
| Montre              | 8'   |
| Bourdon             | 8'   |
| Flûte harmonique    | 8'   |
| Gambe               | 8'   |
| Prestant            | 4'   |
| Flûte douce         | 4'   |
| Quinte              | 2/3' |
| Doublette           | 2'   |
| Plein-jeu VI        |      |
| Cornet V            |      |
| Bombarde            | 16'  |
| Trompette           | 8'   |
| Clairon             | 4'   |
| Chamade             | 8'   |

| II Positif C–c4  |       |
| Bourdon          | 16'   |
| Montre           | 8'    |
| Bourdon          | 8'    |
| Flûte harmonique | 8'    |
| Salicional       | 8'    |
| Unda maris       | 8'    |
| Quinte           | 51/3' |
| Prestant         | 4'    |
| Flûte octaviante | 4'    |
| Tierce           | 31/5' |
| Septième         | 2/7'  |
| Quinte           | 2/3'  |
| Doublette        | 2'    |
| Tierce           | 13/5' |
| Larigot          | 1/3'  |
| Piccolo          | 1'    |
| Plein-jeu III–VI |       |
| Trompette        | 8'    |
| Clarinette       | 8'    |
| Clairon          | 4'    |
|                  |       |
| Tremblant        |       |

| III Récit expressif C–c4 |       |
| Quintaton                | 16'   |
| Cor de nuit              | 8'    |
| Flûte traversière        | 8'    |
| Gambe                    | 8'    |
| Voix céleste             | 8'    |
| Principal                | 4'    |
| Flûte octaviante         | 4'    |
| Nasard                   | 2/3'  |
| Octavin                  | 2'    |
| Tierce                   | 13/5' |
| Fifre                    | 1'    |
| Plein-jeu IV             |       |
| Bombarde                 | 16'   |
| Trompette                | 8'    |
| Voix humaine             | 8'    |
| Basson-hautbois          | 8'    |
| Cor de basset            | 8'    |
| Clairon                  | 4'    |
| Chamade                  | 8'    |
|                          |       |
| Tremblant                |       |

| Pédale C–g1     |        |
| Soubasse        | 32'    |
| Contrebasse     | 16'    |
| Bourdon         | 16'    |
| Quinte          | 102/3' |
| Basse           | 8'     |
| Flûte           | 8'     |
| Octave          | 4'     |
| Flûte           | 4'     |
| Flûte           | 2'     |
| Contre bombarde | 32'    |
| Bombarde        | 16'    |
| Basson          | 16'    |
| Trompette       | 8'     |
| Clairon         | 4'     |
| Chamade         | 8'     |
| Chamade         | 4'     |

- Koppelingen:
  - Accouplements: Pos./G.O., Réc./G.O., Réc./Pos. en 16′, 8′ et 4′.
  - Tirasses: G.O./Péd, Pos./Péd, Réc. en 8'/Péd et Réc. en 4'/Péd.
- Speelhulpen: Combinateur, Tutti, Crescendo, Coupure pédale.

### Organisten
De volgende organisten waren achtereenvolgens organist-titularis van de Sainte-Clotilde:
- 1859–1890: César Franck
- 1890–1898: Gabriel Pierné
- 1898–1939: Charles Tournemire
- 1939–1942: Flor Peeters
- 1942–1944: Joseph-Ermend Bonnal
- 1945–1987: Jean Langlais
- 1987–1993: Jacques Taddei en Pierre Cogen
- 1993–2012: Jacques Taddei
- 2012-heden Olivier Penin